# Dictyna foliacea
Dictyna foliacea es una especie de araña araneomorfa del género Dictyna, familia Dictynidae. Fue descrita científicamente por Hentz en 1850.
Habita en Canadá y los Estados Unidos (desde Florida a Maine y al oeste a Dakotas y Texas). Mide 1.6-2.7 mm.